# Nowo Seło (gmina Wełes)
Nowo Seło (mac. Ново Село) – wieś w centralnej Macedonii Północnej, administracyjnie i terytorialnie należąca do gminy Wełes. W 2002 roku liczyła 0 mieszkańców.
Według danych ze spisu powszechnego przeprowadzonego w 2002 roku, Nowo Seło było wsią wyludnioną, w której nie zamieszkiwał żaden człowiek.